# Le Parfait Négociant
Le Parfait Négociant, ou Instruction générale pour ce qui regarde le commerce de toute sorte de marchandises tant de France que des pays étrangers est un manuel sur le commerce publié à Paris, en 1675, par le financier et économiste français Jacques Savary.

## Contexte
Savary ayant été chargé d’arbitrer de nombreuses questions commerciales par le chancelier Séguier, Colbert le nomma, en 1670, au Conseil des réformes pour le commerce, où il participa aux travaux qui aboutirent à la publication de l’ordonnance sur le commerce de 1673, ancêtre du code de commerce. Parfois dénommée « Code Savary », en raison de son importance dans sa rédaction, à la suite de Pussort, président de cette commission, qui avait coutume de l’appeler ainsi, ce fut principalement sur les sollicitations de ce dernier que Savary se décida à publier ses travaux.

## Description
Composé sur la base des nombreux mémoires qu’il avait rédigés pour préparer l’ordonnance, Le Parfait Négociant comprend cinq chapitres. Cet ouvrage obtint un vif succès et acquit une grande autorité. Il devint vite une référence en la matière et fut considéré comme ayant force de loi,. L’auteur en donna de son vivant plusieurs éditions avec des corrections et augmentations. L'ouvrage fut contrefait en France et à l'étranger, où il fut traduit en anglais, néerlandais, allemand, italien. Plusieurs fois réimprimé, sa dernière édition date de 1800.
Le Parfait Négociant mêle les instructions pratiques et les conseils de moralité et de prudence commerciales aux discussions de droit. On y respire, d’un bout à l'autre, ce parfum de probité et de sévérité de mœurs qui ennoblit toutes les professions et qui est l’honneur du commerce. Le style a été décrit comme manquant parfois d'élégance et même de correction, mais s’élevant souvent par l’excellence des sentiments de son auteur. Il est toujours clair, et habituellement simple. Les solutions juridiques sont nettes, sensées, pratiques, honnêtes.  L'ouvrage est une bible des affaires dont Max Weber a souligné l’importance.

## Postérité
En 1688, Savary donna une suite à son Parfait Négociant avec les Parères, ou avis et conseils sur les plus importantes matières de commerce.
Olivier Pétré-Grenouilleau considère que Jacques Savary est, avec cet ouvrage, un précurseur de l'industrialisme.

## Éditions en ligne
- [Savary 1675] Jacques Savary, Le Parfait négociant, ou Instruction générale pour ce qui regarde le commerce de toute sorte de marchandises, tant de France que des pays estrangers…, Paris, Louis Billaine, 1675, pièces liminaires, table, frontispice et planche : 324, sur gallica (lire en ligne).
  - 1697 [« première partie », 1697 (4e édition)]
  - 1701 [« première partie », 1701 (5e édition)]
  - 1712 [« première partie », 1712 (6e édition)]
  - 1726 [J. Savary, complété par J. Savary des Bruslons "son fils", t. 1, 1726 (8e édition)]

En 1688 Savary publie un second tome : Les Parères :
- [Savary 1688 (1713)] Jacques Savary, Les Parères, ou Avis et Conseils sur les plus importantes Matières de Commerce, Paris, éd. Michel Guignard & Claude Robustel, 1713 (1re éd. 1688), 788 p., sur books.google.fr (lire en ligne).

Le Parfait Négociant et Les Parères sont réédités chez Droz en 2011 en 2 vol. (ill.) En français moderne, accompagnés d’une introduction de 150 pages et de 21 annexes.